# Warner Bros. Presents…Montrose!
| Рейтинги                         | Рейтинги |
| Издание                          | Оценка   |
| -------------------------------- | -------- |
| AllMusic                         | [ 3 ]    |
| Collector's Guide to Heavy Metal |          |

Warner Bros. Presents…Montrose! — третий студийный альбом американской хард-рок-группы Montrose, выпущенный 26 сентября 1975 года лейблом Warner Bros..

## Об альбоме
Это первый альбом «Montrose», выпущенный после ухода певца Сэмми Хагара, а также первый, не продюсированный Тедом Темплманом.
Боб Джеймс, неизвестный вокалист из района Саут-Бей в Лос-Анджелесе, был выбран преемником Хагара в феврале 1975-го, после ухода последнего из группы. Другой новичок из Лос-Анджелеса, Джим Алсивар, присоединился к группе на клавишных, что сделало этот альбом первым альбомом «Montrose» с клавишником в качестве полноправного члена группы.
На данном этапе Ронни Монтроуз расстался с Тедом Темплманом и решил самостоятельно спродюсировать альбом.
На тот момент мотивация Ронни Монтроуза бороться с наркотиками, возможно, возникла из яростной личной антинаркотической/противалкогольной позиции в то время, примером которой является его настойчивость на то, чтобы все участники группы Montrose придерживались строгой политики исполнения наркотиков и без алкоголя.
Альбом занял второе место в чарте среди четырех релизов Montrose, достигнув 79-й строчки в Billboard 200. Он был высоко оценен критиками, а также отмечен обложкой фильма-плаката, создавая впечатление, что Warner Bros. Records представляли рок-группу, как крупнобюджетное голливудское производство.

## Трек-лист
Кредиты адаптированы из примечаний к вкладышу альбома.
| №  | Название             | Автор(ы)                   | Длительность |
| -- | -------------------- | -------------------------- | ------------ |
| 1. | «Matriarch»          | Montrose                   | 4:33         |
| 2. | «All I Need»         | Montrose                   | 4:21         |
| 3. | «Twenty Flight Rock» | Эдди Кокран, Нед Файрчайлд | 2:43         |
| 4. | «Whaler»             | Montrose                   | 6:54         |

| №                   | Название            | Автор(ы)                              | Длительность |
| ------------------- | ------------------- | ------------------------------------- | ------------ |
| 5.                  | «Dancin' Feet»      | Ронни Монтроуз, Боб Джеймс            | 4:05         |
| 6.                  | «O Lucky Man!»      | Алан Прайс                            | 3:11         |
| 7.                  | «One and a Half»    | Монтроуз                              | 1:36         |
| 8.                  | «Clown Woman»       | Монтроуз                              | 4:21         |
| 9.                  | «Black Train»       | Кен Кардт, Артур Ричардс, Мартин Фрид | 4:34         |
| Общая длительность: | Общая длительность: | Общая длительность:                   | 34:00        |

## Участники записи
Montrose
- Боб Джеймс — ведущий вокал
- Ронни Монтроуз — гитара, бэк-вокал
- Джим Алсивар — клавишные
- Алан Фицджеральд — бас-гитара
- Денни Кармасси — ударные

Дополнительные музыканты
- Нови Новог — альт

Производство
- Чарльз Фарис — инженер
- Джон Хеннинг — помощник инженера